# Лус (Минас-Жерайс)
Лус (порт. Luz) — муниципалитет в Бразилии, входит в штат Минас-Жерайс. Составная часть мезорегиона Центр штата Минас-Жерайс. Входит в экономико-статистический микрорегион Бон-Деспашу. Население составляет 17 173 человека на 2007 год. Занимает площадь 1171,670 км². Плотность населения — 14,6 чел./км².
Праздник города — 7 сентября.

## История
Город основан 7 сентября 1923 года. 

## Статистика
- Валовой внутренний продукт на 2005 год составляет 158 103 000 реалов (данные: Бразильский институт географии и статистики).
- Валовой внутренний продукт на душу населения на 2005 год составляет 9254,00 реала (данные: Бразильский институт географии и статистики).
- Индекс развития человеческого потенциала на 2000 год составляет 0,801 (данные: Программа развития ООН).

## География
Климат местности: тропический.